# Hoàng Tích Chù
Hoàng Tích Chù (1912 - 20 tháng 10 năm 2003) là họa sĩ nổi danh trong lĩnh vực tranh sơn mài, với tác phẩm nổi tiếng nhất là Tổ đổi công (1958). Ông được trao tặng Giải thưởng Hồ Chí Minh đợt II về văn học nghệ thuật năm 2000.

## Tiểu sử
Ông sinh năm 1912 tại Hà Bắc, quê ở làng Phù Lưu, huyện Từ Sơn, tỉnh Bắc Ninh (nay là khu phố Phù Lưu, phường Đông Ngàn, thành phố Từ Sơn, tỉnh Bắc Ninh), là con trai thứ hai của Hoàng Tích Phụng - một nhà Nho từng làm tri phủ và tham gia Đông Kinh Nghĩa Thục. Anh trai ông là nhà báo Hoàng Tích Chu, các em là nhà viết kịch Hoàng Tích Linh, bác sĩ Hoàng Tích Tộ, nhà biên kịch Hoàng Tích Chỉ.
Năm 1929, ông theo học lớp dự bị trường Cao đẳng Mỹ thuật Đông Dương. Do hoàn cảnh gia đình khó khăn nên ông học ngắt quãng, phải thi nhiều lần cho đến năm 1936, Hoàng Tích Chù mới thi đỗ vào Cao đẳng Mỹ thuật Đông Dương, học cùng khoá 11 với Nguyễn Văn Tỵ, Nguyễn Tiến Chung, Bùi Trang Chước... Tốt nghiệp năm 1941, ông mở xưởng vẽ tại phố Hàng Khoai, và là một trong bốn họa sĩ đầu tiên mở xưởng sơn mài Hà Nội. Ông tham dự Salon Unique cũng như các cuộc triển lãm của FARTA. Năm 1944, ông tham gia Ban kịch Đông Phương, làm trưởng ban, phụ trách phần hóa trang của ban.
Sau Cách mạng tháng 8, ông trở thành một trong những giảng viên đầu tiên của Trường Cao đẳng Mỹ thuật Hà Nội (1945-1946). Trong liên hoan "Tuần lễ vàng", ông gửi bày bức tranh sơn dầu khổ lớn "Đêm hoa đăng" (sau thuộc về Bảo tàng Đức Minh). Toàn quốc kháng chiến, ông cùng gia đình về quê, tham gia hoạt động trong Hội Liên Việt Kháng chiến. Ít lâu sau, Hoàng Tích Chù chuyển lên Khu 12, tham gia vẽ tranh tuyên truyền và dạy các lớp học ngắn hạn trong quân đội. Năm 1947, trong một chiến dịch càn của quân Pháp, ông cùng gia đình bị kẹt lại, phải trở về Hà Nội. Thời gian này, ông được kết nạp Đảng Cộng sản Việt Nam, tham gia hoạt động bí mật trong thành và sau bị bắt giam (1953).

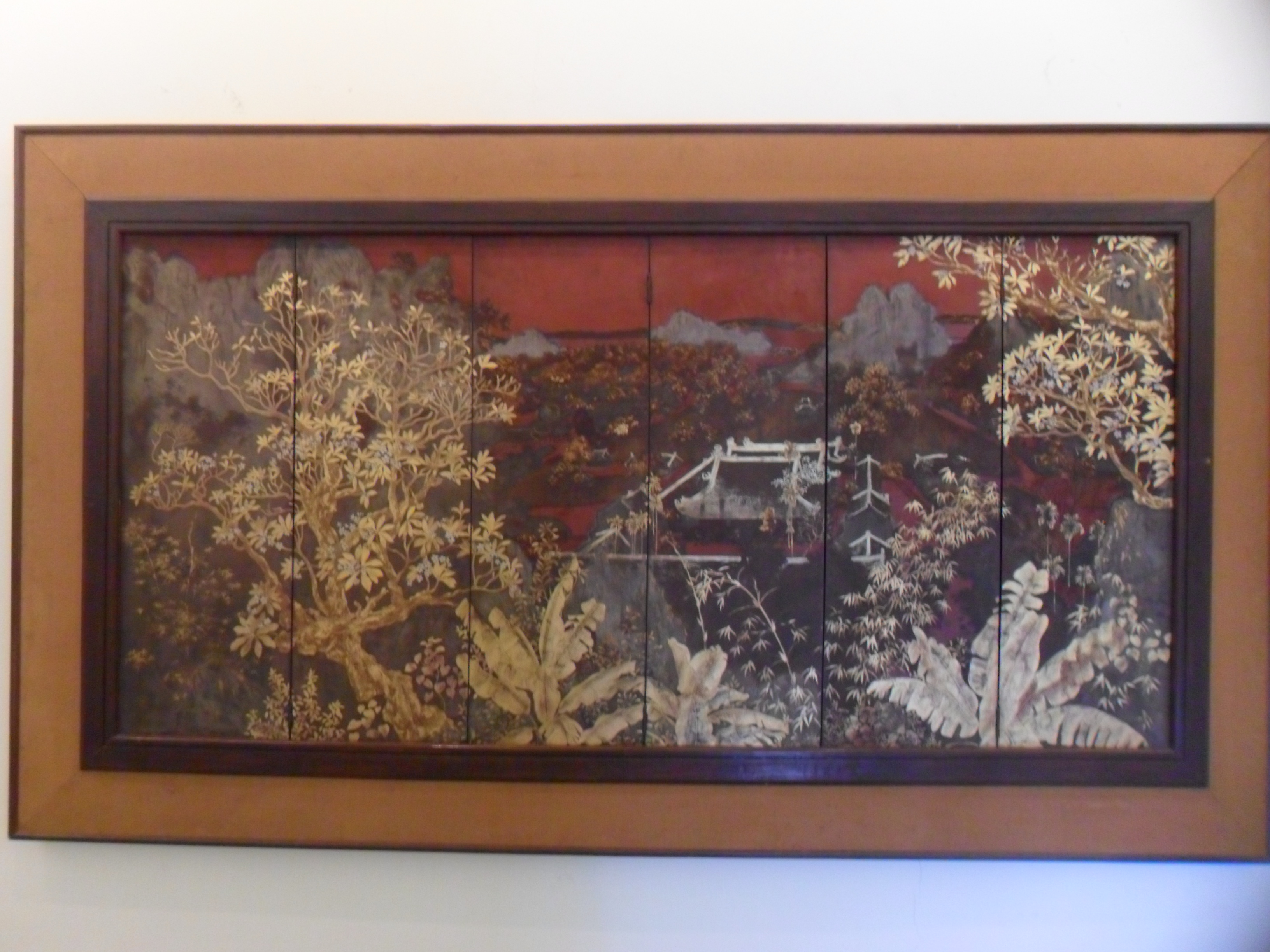
Phong cảnh chùa Thầy, sơn mài, 97x196 cm, 1944

Sau khi hòa bình lập lại, Hoàng Tích Chù giảng dạy tại Trường Đại học Mỹ thuật Hà Nội (1956-1969). Ông cộng tác cùng Nguyễn Đức Nùng và Nguyễn Văn Tỵ viết giáo trình trang trí và riêng ông tự viết giáo trình sơn mài. Ông là hội viên sáng lập Hội Mỹ thuật Việt Nam. Trong năm 1957 - 1960, ông giành được 3 giải thưởng tại Triển lãm Mỹ thuật Toàn quốc và nhận được Bằng khen tại triển lãm quốc tế ở Đức, Ba Lan và Ấn Độ. Năm 1960, ông phụ trang trí Hội trường của Đại hội Đảng Cộng sản Việt Nam lần thứ 3 và được cử đi dự Đại hội Anh hùng Chiến sĩ thi đua toàn quốc. Ông là Viện trưởng Viện Mỹ nghệ Hà Nội từ năm 1970 cho tới lúc nghỉ hưu.
Hoàng Tích Chù mất ngày 20 tháng 10 năm 2003, hưởng thọ 93 tuổi. Thi hài ông được đưa về chôn tại làng Phù Lưu (làng cố), Bắc Ninh quê ông.

## Tác phẩm
Được xem là một bậc thầy trữ tình trong hội họa sơn mài, bút pháp nghệ thuật của Hoàng Tích Chù thay đổi qua nhiều hoàn cảnh lịch sử như: cổ điển (trước 1945, tiêu biểu bình phong Phong cảnh chùa Thầy ), hiện thực (sau 1954, Tổ đổi công, Bác Hồ chơi với thiếu nhi), tượng trưng (những năm cuối, Hòa bình trên các vì sao, Nhịp điệu). Ông chịu ảnh hưởng từ nghệ thuật dân gian qua thi ca và không gian văn hóa hơn là trực tiếp từ nghệ thuật tạo hình cổ, kết hợp với sự yêu thích nghệ thuật hiện đại và đồng thời ngưỡng mộ phong cách hội họa giàu tính dân tộc của các họa sĩ Nguyễn Gia Trí, Tô Ngọc Vân.

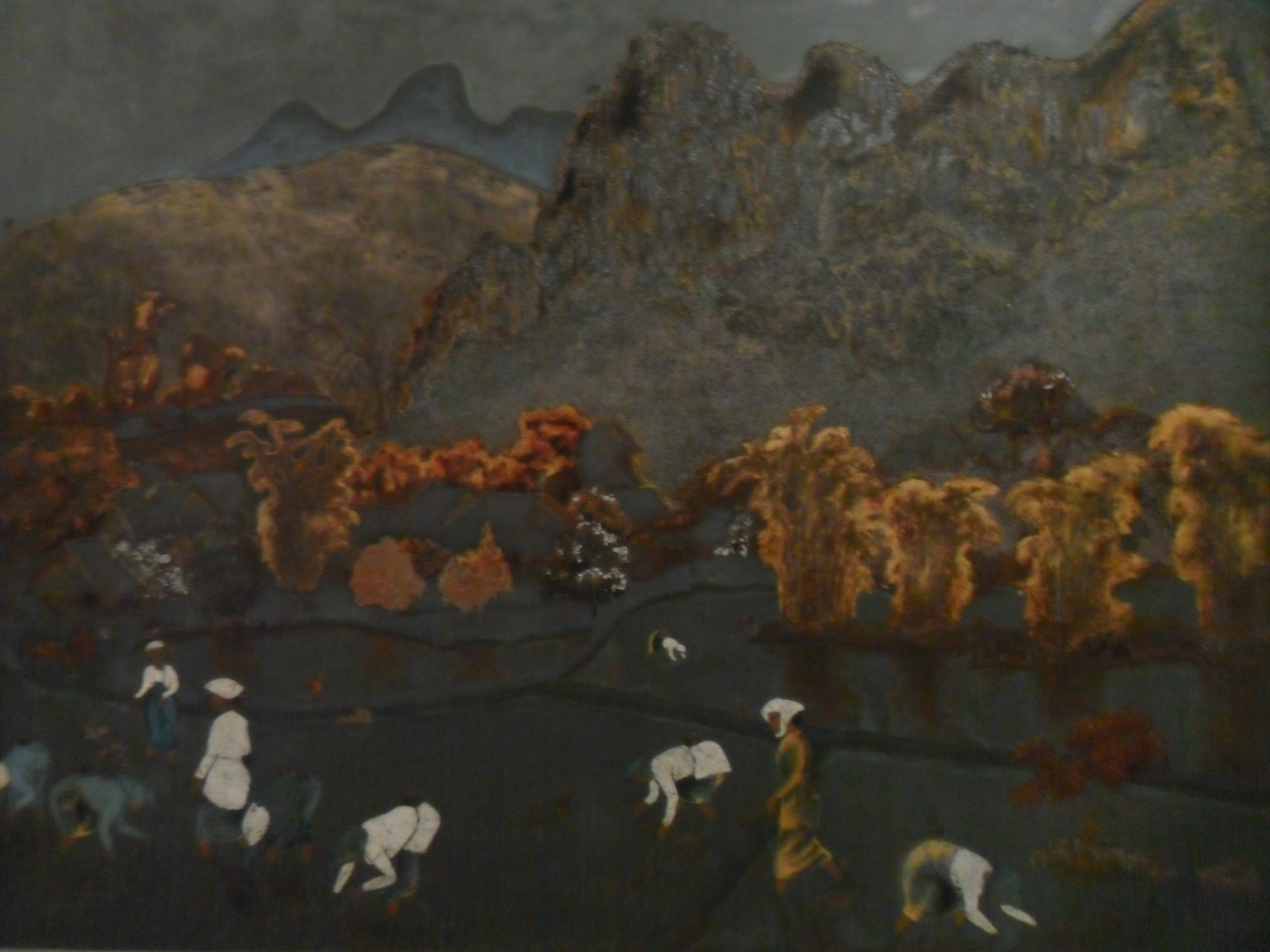
Tổ đổi công, sơn mài, 76x100cm, 1958

Bức tranh nổi tiếng nhất của ông là Tổ đổi công, vẽ năm 1958. Đây là một trong những tác phẩm sơn mài đầu tiên sử dụng bảng màu phong phú, đặc biệt là màu xanh bổ sung cho những màu truyền thống son - then - vàng - bạc, đã thể hiện thành công hình ảnh thiên nhiên và con người Việt Nam một cách sống động tự nhiên.
Ông có tranh trưng bày tại Bảo tàng Mỹ thuật Việt Nam, Bảo tàng Mỹ thuật Phương Đông ở Moskva và một số bộ sưu tập tư nhân.
Tác phẩm chính
- Phong cảnh chùa Thầy (1944)
- Tổ đổi công (1958)
- Gánh lúa (1961)
- Bác Hồ chơi với thiếu nhi (1971)
- Hòa bình trên các vì sao (1989)